# 도세촌
도세촌(塔世村)은 미에현 아노군에 있던 촌이다. 현재의 쓰시의 동쪽, 대체로 아노강 하구 왼쪽 강변에 해당한다. 

## 역사
- 1889년 4월 1일 - 정촌제 시행에 의해 아노군 도세촌이 성립하였다.
- 1909년 4월 1일 - 쓰시에 편입해, 동일 도세촌은 폐지되었다.

## 교통

### 철도
촌 지역을 간사이 철도 쓰시선(현 기세이 본선)이 지나갔지만 역은 존재하지 않았다. 

### 도로
- 이세가도

## 참고문헌
- 角川日本地名大辞典 24 三重県